# Grits

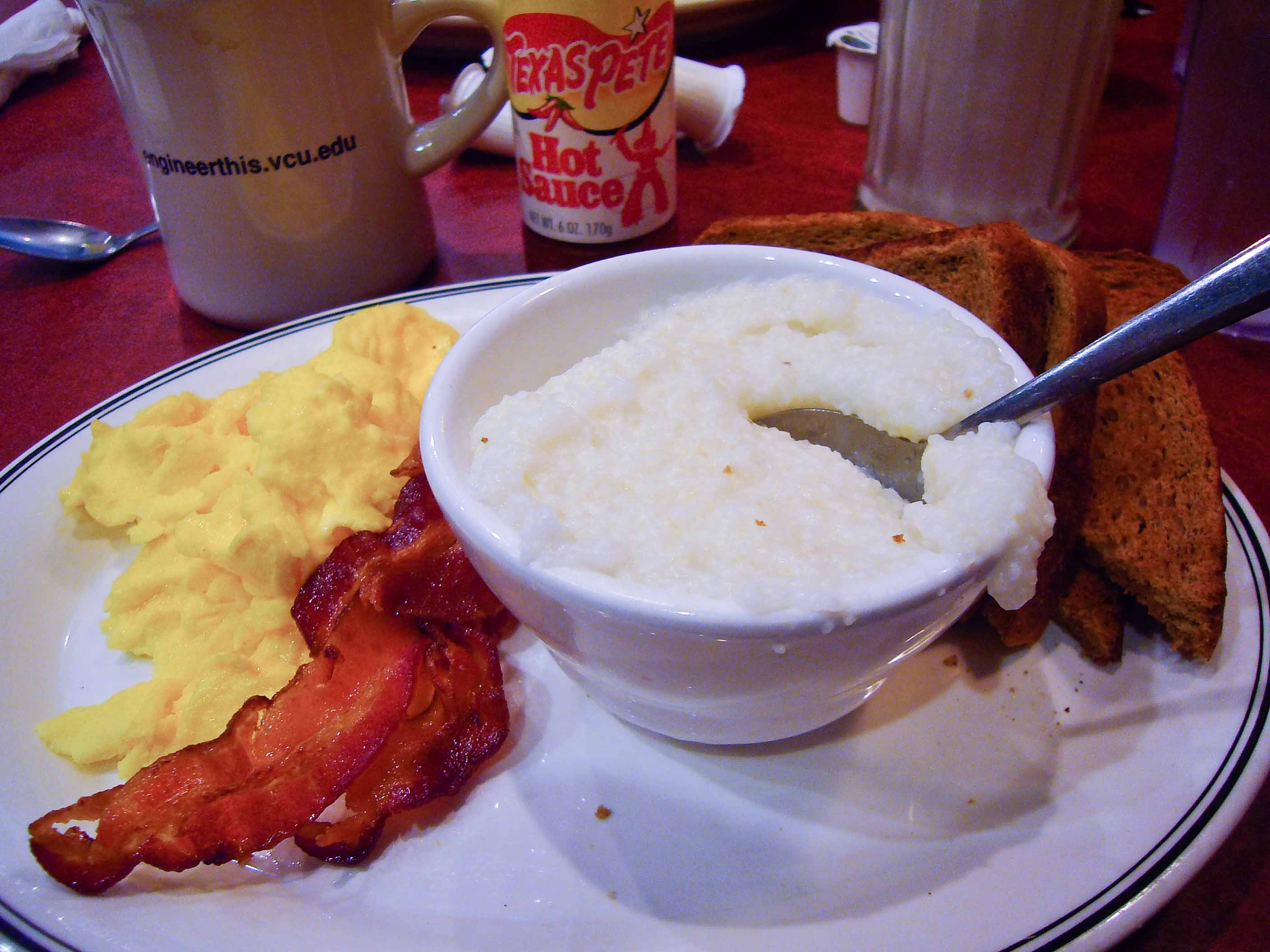
Grits mit Rührei, Bacon und Toastbrot – ein typisches Südstaaten-Frühstück

Grits ist eine Speise aus grobem Grieß oder Grütze aus Mais, die besonders in der amerikanischen Südstaatenküche beliebt ist. Es ist mit Polenta und Grießbrei verwandt. Wenn der Mais vor der Verarbeitung in Lauge gekocht wurde, um das im Mais enthaltene Niacin für den Körper verwertbar zu machen, wird das Gericht auch als Hominy grits bezeichnet.
Grits wird warm oder kalt serviert und als Beilage zu einer Vielzahl von Gerichten zum Frühstück oder als Nachtisch gereicht, jeweils abhängig von den sonst verwendeten Zutaten. Typische sonstige Zutaten sind Salz, Butter, Fleisch, Gemüse und Zucker. Gelber Grits besteht aus dem vollständigen Maiskorn, während weißer Grits aus geschältem Mais besteht. Grits wird durch Aufkochen der gemahlenen Körner mit Wasser hergestellt. Man lässt so lange Wasser verdampfen, bis der Brei halbfest ist.

## Herkunft
Das Wort Grits (nur als Plural gebräuchlich, Singular: grit) leitet sich vom altenglischen grytt für „grob gemahlenes Getreide“ ab. Es ist verwandt mit dem deutschen Wort Grütze, das sich vom althochdeutschen gruzzi ableitet und ebenfalls grob gemahlenes Getreide bezeichnet. Traditionsgemäß wird der Mais in einer Steinmühle gemahlen. Das zerkleinerte Mahlgut wird danach gesiebt und in Getreidemehl und gröbere Körner getrennt. Viele Gemeinden in den Vereinigten Staaten hatten bis in das zwanzigste Jahrhundert eine eigene Getreidemühle, in der die Familien ihren Mais mahlen ließen und dem Müller einen Teil des Maises als Mahlgebühr überließen.
Über 75 % des gemahlenen Maises wird in den Südstaaten verkauft, dem sogenannten Grits Belt (Grits-Gürtel), der sich von Texas bis nach Virginia erstreckt. Der Staat Georgia erklärte Grits 2002 zum offiziellen Landesgericht. Ähnliche Regelungen sind in South Carolina eingeführt worden, wobei es in einer Erklärung heißt:

„Der Süden hat während seiner ganzen Geschichte sein Grits genossen, es zu einem Symbol seiner Essgewohnheit, seiner Gebräuche, seiner Gemütsart und seiner Gastfreundschaft gemacht. Im Staat South Carolina war jede Gemeinde der Standort einer Getreidemühle, und die örtliche Wirtschaft war überall abhängig von ihren Produkten. Grits waren ein Teil des Lebens jedes Einwohners von South Carolina unabhängig von Rasse, Herkunft, Geschlecht und Einkommen. Grits könnte sehr wohl in der Zukunft eine wesentliche Rolle nicht nur für diesen Staat, sondern für die ganze Welt spielen.“

Im The Post and Courier von Charleston hieß es 1952: 

„Als eine billige, einfache und gut verdauliche Nahrung sollte Grits weltweit beliebt werden. Wenn es genug gäbe, würden die Menschen keinen Grund haben zu kämpfen. Ein von Grits gesättigter Mann ist ein Mann des Friedens.“